# Saint-Germain-sous-Doue
Saint-Germain-sous-Doue – miejscowość i gmina we Francji, w regionie Île-de-France, w departamencie Sekwana i Marna.
Według danych na rok 1990 gminę zamieszkiwały 364 osoby, a gęstość zaludnienia wynosiła 36 osób/km² (wśród 1287 gmin regionu Île-de-France Saint-Germain-sous-Doue plasuje się na 883. miejscu pod względem liczby ludności, natomiast pod względem powierzchni na miejscu 373.).